# Мирта Легран
Ро́са Мари́я Хуа́на Марти́нес Суа́рес (исп. Rosa María Juana Martínez Suárez, творческий псевдоним Ми́рта Легра́н; род. 23 февраля 1927) — аргентинская актриса и телевизионная ведущая. Карьеру в кино начала в 13 лет вместе с сестрой-близнецом Сильвией Легран.

## Биография
Будущая актриса вместе с сестрой-близнецом родилась в 1927 году в Вилья-Канас, небольшом городе на северо-востоке Аргентины. После развода с отцом девочек в 1934 году, мать перевезла их в Росарио с целью дать им хорошее образование. Кроме общеобразовательной школы дети посещали театральную студию при муниципальном театре. В 1939 году девочкам были предложены роли в фильме «Воспитание Нини» (исп. Hay que educar a Niní). Ленте сопутствовал успех, в следующем году Мирта и Сильвия снялись уже в двух картинах. Крупнейшая в этот период киностудия Аргентины Lumiton подписала с ними пятилетний контракт. К совершеннолетию девушек их фильмография составила 10 фильмов, где они снимались вдвоём. Среди других, «сольных» работ, широко известна картина «Сафо, история одной страсти» (исп. Safo, historia de una pasión, 1943 год). В 1945 году Легран получает премию «Серебряный кондор» за роль в фильме «Маленькая сеньора Перес» (исп.  La pequeña señora de Pérez, 1944 год).
В 1945 году Мирта знакомится с режиссёром французского происхождения Даниэлем Тинайре и в следующем году выходит за него замуж. Брак с мужем позволяет ей много сниматься. Известны её работы в фильмах «Продавщица фантазий» (исп. La vendedora de fantasías, 1950 год), «Любовь не умирает» (исп. El amor nunca muere, 1955 год), в котором Легран работает с такими звёздами, как Тита Мерельо и Жулли Марено. Мирта Легран с мужем держались в стороне от политики и не высказывали прямо своих политических предпочтений, поэтому могли активно работать как во времена перонизма, так и после его падения, в то время как многие другие кинематографисты вынуждены были покинуть Аргентину.
С 1957 года пробует себя на телевидении. В конце 1960-х годов специально для неё организован проект «Обед со звёздами» (исп. Almorzando con las estrellas), в каждом выпуске которого Мирта Легран за товарищеской трапезой интервьюирует известных политиков, актёров, бизнесменов. Передачи имели большой успех и вскоре были переименованы в «Обед с Миртой Легран».
За свою 79-летнюю карьеру Мирта Легран снялась в 36 фильмах, сыграла в одиннадцати пьесах и трех телесериалах, её телевизионное ток-шоу «Обед с Миртой Легран» транслировалось в течение 51 года. Актриса является признанным деятелем индустрии развлечений и обладательницей огромного количества премий и наград, в том числе — четырнадцатикратным лауреатом Премии Мартина Фьерро (исп.) в различных номинациях. В 2007 году Мирта Легран получила звание почетного гражданина Буэнос-Айреса и премию Доминго Фаустино Сармьенто от Сената Аргентины.